# Notopleura scarlatina
Notopleura scarlatina är en måreväxtart som beskrevs av Charlotte M. Taylor. Notopleura scarlatina ingår i släktet Notopleura och familjen måreväxter. Inga underarter finns listade i Catalogue of Life.